# 竹谷和樹
竹谷 和樹（たけたに かずき、10月2日 - ）は日本の男性声優。東京都出身。

## 人物
以前は若草Selection、B-Boxに所属していた。
趣味はバイクの運転。特技はボウリング、水泳。

## 出演作品

### テレビアニメ
2005年
- プレイボール（佐々木[3][4][5]、部員B）※第1期

2006年
- 桜蘭高校ホスト部（荒井[6]）
- プレイボール2nd（佐々木）※第2期

### Webアニメ
- リーンの翼（田中[7]）

### 劇場版アニメ
2011年
- 劇場版 NARUTO -ナルト- ブラッド・プリズン[1]

### ゲーム
2006年
- エウレカセブン TR2 NEW VISION（ナタバチ兄弟(兄)）[1]

### 吹き替え
※（）役名、〔〕俳優名

#### ドラマ
- 私はケイトリン　(第1・2シーズン)（ブレット・スティーブンス[1]）〔スティーブン・ワーナー〕

### 舞台
- どうぶつ会議（劇団若草アトリエ公演）[1]

### その他
- ポラロイドヒッパレー（日本ポラロイド社）※ラジオCM[1]
- エレベーターで小さな恋（日本工学院八王子専門学校）※映像[1]
- 細い月（東京工芸大学）※映像[1]